# Ben Old
Ben Old, né le 13 août 2002 à Auckland en Nouvelle-Zélande est un footballeur international néo-zélandais qui joue au poste d'ailier droit à l'AS Saint-Étienne.

## Biographie

### En club
Né à Auckland en Nouvelle-Zélande, Ben Old s'est très jeune passionné pour le golf avant de se consacrer à son autre passion, le football. Il rejoint le club de Wellington Phoenix en 2018 et y est formé.
Old joue son premier match avec l'équipe première de Wellington Phoenix le 22 mai 2021, face au Western United FC. Il entre en jeu à la place de Reno Piscopo (en) et son équipe l'emporte par trois buts à zéro,.
Le 30 mars 2022, Ben Old inscrit son premier but, lors d'une rencontre de championnat contre Brisbane Roar. Il est titularisé ce jour-là et participe à la victoire des siens par trois buts à zéro,.
Après une belle saison 2023-2024 qui voit son équipe terminer deuxième de A-League, Ben Old figure dans l'équipe All-star du championnat.
Le 9 juillet 2024, Ben Old rejoint la France afin de s'engager en faveur de l'AS Saint-Étienne. Il signe un contrat de quatre ans, soit jusqu'en juin 2028, plus une année supplémentaire en option. Il devient ainsi le premier joueur néo-zélandais de l'histoire du club. Il est titularisé dès le premier match contre l'AS Monaco qui se solde par une défaite 1-0 au Stade Louis-II. Alors qu'il monte en puissance malgré les résultats décevants de l'équipe, il se blesse gravement le 22 octobre 2024, l'éloignant des terrains pour la majeure partie de la saison. Il ne fera son retour que le 29 mars 2025 lors de la défaite 1 - 6 contre le PSG.
Il marque son premier but sous la tunique stéphanoise le 9 août 2025 pour le 1er match de Ligue 2 BKT face au Stade lavallois (3 - 3).

### En sélection
Ben Old représente l'équipe de Nouvelle-Zélande des moins de 17 ans. Avec cette sélection il est retenu pour participer à la coupe du monde des moins de 17 ans en 2019. Lors de cette compétition organisée au Brésil il joue deux matchs dont un comme titulaire. Avec un bilan d'une victoire et de deux défaites, la Nouvelle-Zélande est éliminée dès la phase de groupe. Old joue un total de quatre matchs pour un but marqué avec cette sélection, entre 2018 et 2019.
Ben Old est convoqué pour la première fois avec l'équipe nationale de Nouvelle-Zélande le 8 mars 2022. Il honore sa première sélection durant ce rassemblement, le 18 mars 2022, face à la Papouasie-Nouvelle-Guinée. Il entre en jeu à la place de Cameron Howieson ce jour-là et son équipe s'impose par un but à zéro.
Old est retenu dans la liste du sélectionneur Darren Bazeley afin de participer à la Coupe d'Océanie en 2024. Il marque son premier but en sélection durant cette compétition, le 21 juin 2024 contre le Vanuatu. Il contribue ainsi à la victoire de son équipe par quatre buts à zéro.

## Palmarès
Nouvelle-Zélande
- Coupe d'Océanie (1) :
  - Vainqueur : 2024.